# Kjempeholmen
Kjempeholmen est une commune et une île dans le landskap Sunnhordland du comté de Vestland. Elle appartient administrativement à Fitjar.

## Géographie
Rocheuse et désertique, à l'exception de quelques bosquets, à fleur d'eau, elle s'étend sur environ 63 m de longueur pour une largeur approximative de 54 m.